# Khadi Hane
Khadi Hane, née le 6 septembre 1962 à Dakar, est une femme de lettres sénégalaise.

## Biographie

### Formations
Khadi Khadidjatou Hane est née à Dakar au Sénégal en 1962. Après avoir obtenu son baccalauréat en 1982 au lycée John F. Kennedy de Dakar, elle poursuit ses études à l'Université Cheikh Anta Diop de Dakar où elle eut son DEUG en physique chimie. Elle part ensuite pour la France pour poursuivre ses études en mathématiques appliquées . Mais par erreur sur son dossier, elle se retrouve en langues étrangères appliquées. En 1991, elle obtient une maîtrise option Affaires et Commerce à Nanterre puis se lance en commerce international à l’Association Polytechnique de Paris.

### Carrière
En 1998, Khadi sort son premier roman Sous le regard des étoiles (Nelles éditions africaines du Sénégal). Par la suite, suivent, Ma sale peau noire (manuscrit.com, 2001), Il y en a trop dans les rues de Paris (2005), Le collier de paille (Pocket, 2010), Des fourmis dans la bouche (Denoël, 2011) et Demain, si Dieu le veut (Grasset, 2015). L'auteur a reçu pour ce livre le Prix Thyde Monnier 2012 de la Société des Gens de lettres.
Sénégalaise, installée en France depuis une vingtaine d’année, cadre commerciale et présidente de l’association Black Arts and Culture, elle est arrivée en littérature à la fin des années 1990. Elle aborde dans ses écrits, le thème de la double culture, de l’immigration et de la perte d’identité.

## Œuvres
- Khadi Hane, Sous le regard des étoiles..., Dakar, NEAS, 1998, 173 p. (ISBN 9782723611213, présentation en ligne).
- Khadi Hane, Les violons de la haine : biographie (fiction), 2001 (ISBN 2-7481-0376-9 et 978-2-7481-0376-2, OCLC 1056166549, présentation en ligne)
- Khadi Hane, Ma sale peau noire : biographie (fiction), 2001 (ISBN 2-7481-0616-4 et 978-2-7481-0616-9, OCLC 1056164815, présentation en ligne)
- Khadidjatou Hane, Le collier de paille : roman, NDZE, 2002 (ISBN 2-911464-14-1 et 978-2-911464-14-0, OCLC 53474096, présentation en ligne)
- Khadidjatou Hane, Il y en a trop dans les rues de Paris : théâtre, [Éditions NDZE], [©2005] (ISBN 2-911464-26-5 et 978-2-911464-26-3, OCLC 70230904, présentation en ligne)
- Nafissatou Dia Diouf, Ken Bugul, Boubacar Boris Diop et Khadi Hane, Nouvelles du Sénégal, Magellan, 2010 (ISBN 978-2-35074-163-5 et 2-35074-163-X, OCLC 606738777, présentation en ligne)
- Khadidjatou Hane, Des fourmis dans la bouche : roman, Denoël, 2011 (ISBN 978-2-207-11155-0 et 2-207-11155-5, OCLC 750364416, présentation en ligne)
- Khadidjatou Hane, Demain, si Dieu le veut : roman, 2015 (ISBN 978-2-07-263560-1 et 2-07-263560-8, OCLC 927049688, présentation en ligne)

## Prix et Récompenses
- 2002: Mention spéciale du Noma Award Publishing de Londres avec Le Collier de paille[5]
- 2012: Prix Thyde Monnier de la Société des Gens de lettres avec Des fourmis dans la bouche[5]